# 풍성로
풍성로(風城路, Pungseong-ro)는 서울특별시 송파구 풍납동 갑을아파트에서 강동구 둔촌동 일자산 자연공원 입구를 잇는 왕복 2차선 도로이다.

## 유래
서울특별시 송파구 풍납동과 강동구 성내동을 잇는 도로이다.

## 역사
- 1991년 12월 26일 : 성내동안길(영파여자고등학교 - 현 둔촌동역, 1.4 km)로 정해졌다.
- 1997년 10월 14일 : 종점이 둔촌동역에서 현 동남로로 연장되었다(2.4 km).
- 2009년 7월 10일 : 벌말길(풍납동 갑을아파트 - 영파여자고등학교, 0.8 km)과 성내동안길이 풍성로(3.2 km)로 통합되었다.

## 구간
서울특별시 송파구
풍납동 갑을아파트 - 서울풍납초등학교 - 풍납토성 - 영파여자고등학교
강동구
성내동 삼성아파트 - 둔촌동역 - 서울한산초등학교 - 강동구 보훈회관 - 일자산 자연공원